# Ward’s Stone
Der Ward's Stone ist die höchste Erhebung im Forest of Bowland und damit auch der höchste Berg, der vollständig im gegenwärtigen Lancashire, England liegt. Der Berg hat bei einer Höhe von 561 m eine Schartenhöhe von 395 m.
Das Gipfelplateau des Ward's Stone ist langgestreckt und hat zwei trigonometrische Punkte, die einen Kilometer voneinander entfernt sind.

## Weblink
- Ward’s Stone auf hill-bagging.co.uk (online version of the Database of British and Irish Hills) (englisch)